# Sutyna teltowa
Sutyna teltowa är en fjärilsart som beskrevs av Smith 1910. Sutyna teltowa ingår i släktet Sutyna och familjen nattflyn. Inga underarter finns listade i Catalogue of Life.